# Benoît van Innis
Jonkheer Benoît Thierry Marcel Marie Ghislain van Innis (Brugge, 25 mei 1960 – Brussel, 24 februari 2024) was een Belgisch beeldend kunstenaar en cartoonist. Hij ondertekende zijn werk met de naam Benoit.

## Biografie
Van Innis groeide op in Brugge in een gezin van acht kinderen. Zijn vader jhr. dr. Albert van Innis (1920-2015) was een juridisch adviseur uit een geslacht waarvan leden tot de Belgische adel behoren nadat zijn grootvader, Henri van Innis (1872-1949), burgemeester van Asse, en diens broer in 1922 in de erfelijke adel waren verheven; zijn moeder was een Waalse uit Namen. Thuis werd Frans gesproken; op straat en op school Nederlands. Op de middelbare school kreeg hij een afkeer van het boek. Later herontdekte hij de waarde van de literatuur. Zijn kunstopleiding kreeg hij aan de Sint-Lucasschool in Gent, waar hij een schildersopleiding volgde bij Dan Van Severen en in 1984 met hoogste onderscheiding afstudeerde.
In 1993 verhuisde Van Innis van de ene dag op de andere van Brugge naar Brussel. Aanvankelijk woonde hij in Schaarbeek en had hij zijn atelier in de Le Lorrainstraat in Sint-Jans-Molenbeek, vlak bij Thurn en Taxis, in een huis dat eigendom was van de kunstenares Marthe Wéry. In de zomer van 2008 verhuisde hij naar Anderlecht, samen met vrienden van het architectenbureau noAarchitecten (An Fonteyne, Jitse van den Berg en Philippe Viérin), om er in de Kuregemwijk een pand te betrekken.
Benoît van Innis had drie dochters, waarvan Alice van Innis (geb. 9 september 1988) als kunstenaar in zijn voetsporen is getreden. Zij kreeg haar opleiding textielontwerp aan de Koninklijke Academie voor Schone Kunsten van Gent, waar ze afstudeerde in 2012.
Van Innes overleed in februari 2024 op 63-jarige leeftijd.

## Werk en stijlkenmerken
Aanvankelijk maakte van Innis als typische cartoonist tekeningen die werden gepubliceerd in de kranten De Standaard en De Morgen, of in de tijdschriften Panorama, Knack en Humo.
Alhoewel de bladen meer en meer om illustraties en tekeningen bij de politieke actualiteit vroegen, koos van Innis toch voor de puur humoristische en soms zelfs absurdistische situatiecartoons. Voor Franse literaire tijdschriften zoals Lire en Magazine Littéraire leverde hij vaste bijdragen.
Zijn eerste cover voor het tijdschrift The New Yorker maakte hij in 1989. Sinds 1996 maakte hij cartoons voor het Franse tijdschrift Paris Match. Dat deed hij tweewekelijks, om beurt met Jean-Jacques Sempé. De tekenstijl van van Innis wordt weleens vergeleken met die van Gummbah en Glen Baxter. Zelf heeft hij ook veel waardering voor door hem geroemde meesters als Jean Bosc, H. M. Bateman, William Steig, Saul Steinberg en Ronald Searle.

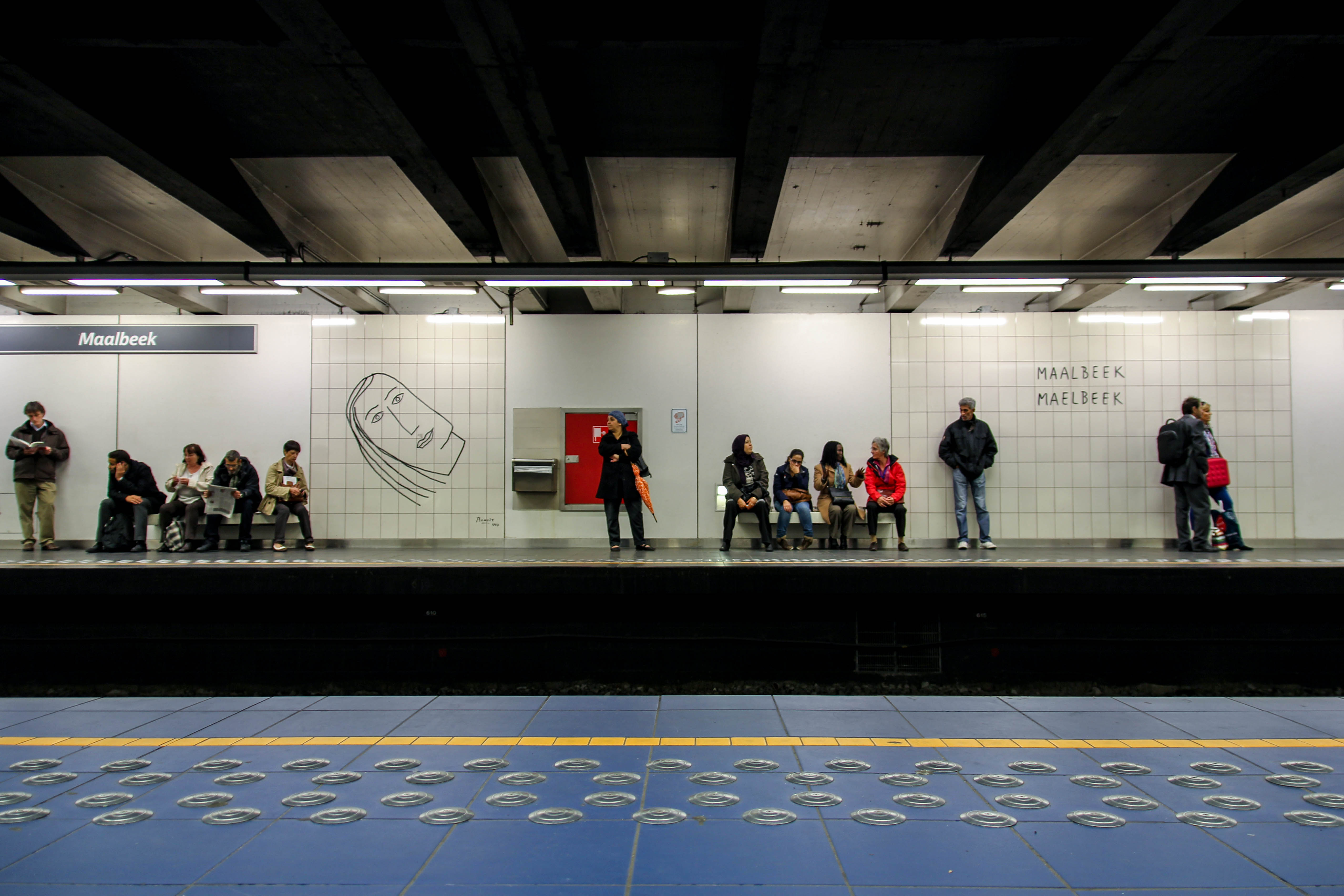
Kunstwerk gemaakt door Benoît van Innis, in samenwerking met de architecten Henk De Smet en Paul Vermeulen in het Metrostation van Maalbeek

Naast tekeningen (meestal met inkt) maakt van Innis vooral schilderijen (overwegend met olieverf). Sinds het einde van de jaren 1990 werkt hij vaak samen met architecten om kunst te integreren in privéwoningen of openbare gebouwen. Een bekend voorbeeld daarvan zijn de in Portugese tegels (zogenaamde azulejos) opgetrokken muurversieringen in het Brusselse metrostation Maalbeek, waarvoor de kunstenaar echter niet de traditionele blauwe, maar zwarte inkt gebruikte.
Van Innis kreeg de smaak voor het werken met tegels te pakken en zijn werken werden ook steeds veelkleuriger. In de daaropvolgende jaren realiseerde hij een muurtekening op tegels in het Jan Breydelstadion in Brugge (ter gelegenheid van Brugge Europese Culturele Hoofdstad) en tegelwerken in het Wezenberg-zwembad in Antwerpen, de universiteit van Louvain-la-Neuve en het restaurant De Refter in Brugge. Op de Grote Markt in Deinze betegelde hij een oppervlakte van 160 m² in het thema van de seizoenen. Voor een zorgcentrum in Wingene beschilderde Van Innis in een Portugees atelier eigenhandig 40.000 unieke keramiektegels die uiteindelijk werden samengevoegd tot 300 tegelgordijnen.
Zijn stijl is eerder minimalistisch van aard, met lineaire illustraties in een droog-humoristische tekenstijl. Voor zijn onderwerpen inspireert de kunstenaar zich op het alledaagse maar drukke leven van zijn medemens, op een humoristische en relativerende wijze. Hierbij kijkt hij met verwondering maar ook met kritische commentaar naar de zalig niets-doende mens hierin.
Zelf zegt de kunstenaar over zijn werk dat hij geen specifiek patroon heeft en dat zijn werk daardoor zelden geprogrammeerd is, maar eerder "bepaald door ontmoetingen, vragen, uitdagingen". Anekdotisch in dat opzicht is bijvoorbeeld zijn vaststelling dat de olijvenpluk in zijn werk is geslopen sinds hij elk jaar in november in Italië olijven gaat plukken.